# 谣曲
谣曲（Ballad），又译民歌、民谣、歌谣、敘事曲等，是一種詩歌形式，通常是與音樂結合的敘事。民謠源自中世紀的法國的香頌詩歌 virelai 或敘事曲（ballade），最初是一種舞曲，結合了抒情（情緒化，情感）、史詩（故事）和戲劇（對話）的特徵。它的名字來自意大利語ballare（舞蹈），表明它起源於義大利-普羅旺斯。浪漫民謠是指13至14世紀出現在丹麥和蘇格蘭的民歌。從中世紀晚期到19世紀，民謠是英國和愛爾蘭流行詩歌和歌曲的特徵之一。它們在歐洲被廣泛使用，後來在澳大利亞、北非、北美和南美被使用。民謠通常是 13 行 ABABBCBC 形式，由押韻詩句的對聯（兩行）組成，每行 14 個音節。另一種常見的形式是 ABAB 或 ABCB 重複，八和六音節線交替出現。
從18世紀起，詩人和作曲家經常使用這種形式來創作抒情民謠。例子包括19世紀時波蘭的Adam Mickiewicz創作的“ Pani Twardowska ”和“ Świtezianka ”。在19世紀後期，該術語具有流行情歌的緩慢形式的含義，通常用於任何情歌，尤其是流行音樂的感傷民謠，儘管該術語也與風格化的講故事的歌曲或詩歌，特別是用作其他媒體（如電影）的標題時。
從19世紀開始，敘事曲這個詞彙漸漸獨立成為一種樂曲的形式，從原來主要是聲樂演變為器樂的敘事曲，蕭邦首創鋼琴敘事曲，並創作了四首，後來布拉姆斯、李斯特和葛利格等也都創作過鋼琴敘事曲。